# 森直樹 (1977年生のサッカー選手)
森 直樹（もり なおき、1977年11月21日 - ）は、埼玉県出身の元サッカー選手、サッカー指導者。現役時代のポジションは、ディフェンダー。

## 来歴
選手時代はセレッソ大阪、水戸ホーリーホックでスピードと身体能力を兼ね備えたストッパーとして活躍し、2005年シーズン限りで現役を引退。2006年から水戸ユースでコーチ、監督を歴任し、2011年よりトップチームのコーチを務めている。
2024年5月4日、解任された濱崎芳己の後任として暫定的にトップチームの指揮を執ることが明らかにされた。5月9日に正式に監督就任が発表された。
2025年5月、リーグ戦5戦全勝の成績を残し、5月の月間優秀監督賞を受賞した。6月にはクラブ新記録となる8連勝を記録し、第20節からは首位に立った。

## 所属クラブ
- 1993年 - 1995年 武蔵越生高等学校
- 1996年 - 1999年 道都大学
- 2000年 - 2002年  セレッソ大阪
- 2003年 - 2005年  水戸ホーリーホック

## 個人成績
| 国内大会個人成績 | 国内大会個人成績 | 国内大会個人成績 | 国内大会個人成績 | 国内大会個人成績 | 国内大会個人成績 | 国内大会個人成績 | 国内大会個人成績 | 国内大会個人成績 | 国内大会個人成績 | 国内大会個人成績 | 国内大会個人成績 |
| 年度             | クラブ           | 背番号           | リーグ           | リーグ戦         | リーグ戦         | リーグ杯         | リーグ杯         | オープン杯       | オープン杯       | 期間通算         | 期間通算         |
| 年度             | クラブ           | 背番号           | リーグ           | 出場             | 得点             | 出場             | 得点             | 出場             | 得点             | 出場             | 得点             |
| 日本             | 日本             | 日本             | 日本             | リーグ戦         | リーグ戦         | リーグ杯         | リーグ杯         | 天皇杯           | 天皇杯           | 期間通算         | 期間通算         |
| ---------------- | ---------------- | ---------------- | ---------------- | ---------------- | ---------------- | ---------------- | ---------------- | ---------------- | ---------------- | ---------------- | ---------------- |
| 2000             | C大阪            | 19               | J1               | 2                | 0                | 0                | 0                | 0                | 0                | 2                | 0                |
| 2001             | C大阪            | 19               | J1               | 8                | 0                | 0                | 0                | 0                | 0                | 8                | 0                |
| 2002             | C大阪            | 19               | J2               | 3                | 0                | -                | -                | 0                | 0                | 3                | 0                |
| 2003             | 水戸             | 15               | J2               | 38               | 2                | -                | -                |                  |                  |                  |                  |
| 2004             | 水戸             | 5                | J2               | 32               | 2                | -                | -                |                  |                  |                  |                  |
| 2005             | 水戸             | 5                | J2               | 11               | 0                | -                | -                | 0                | 0                | 11               | 0                |
| 通算             | 日本             | 日本             | J1               | 10               | 0                | 0                | 0                | 0                | 0                | 10               | 0                |
| 通算             | 日本             | 日本             | J2               | 84               | 4                | -                | -                | 4                | 0                | 88               | 4                |
| 総通算           | 総通算           | 総通算           | 総通算           | 94               | 4                | 0                | 0                | 4                | 0                | 98               | 4                |

- Jリーグ初出場 - 2000年5月20日 J1 1st第14節 対横浜F・マリノス (三ツ沢公園球技場)
- Jリーグ初得点 - 2003年3月29日 J2第3節 対コンサドーレ札幌 (札幌ドーム)

## 指導歴
- 2006年 - 2008年 水戸ホーリーホック ユースコーチ
- 2007年 - 2008年 U-16トレセンコーチ
- 2009年 - 水戸ホーリーホック
  - 2009年 - 2010年 ユース 監督
  - 2011年 - 2015年 トップチーム コーチ
  - 2016年 トップチーム ヘッドコーチ
  - 2017年  トップチーム コーチ
  - 2018年 - 2020年 トップチーム コーチ兼スカウト
  - 2021年 - 2023年 トップチーム コーチ
  - 2024年 - 同年5月 ディベロップメントコーチ
  - 2024年5月 - トップチーム監督

## 監督成績
| 年度 | 所属 | クラブ | リーグ戦 | リーグ戦 | リーグ戦 | リーグ戦 | リーグ戦 | リーグ戦 | カップ戦       | カップ戦  |
| 年度 | 所属 | クラブ | 順位     | 勝点     | 試合     | 勝       | 分       | 敗       | ルヴァンカップ | 天皇杯    |
| ---- | ---- | ------ | -------- | -------- | -------- | -------- | -------- | -------- | -------------- | --------- |
| 2024 | J2   | 水戸   | 15位     | 33       | 24       | 9        | 6        | 9        | -              | 3回戦敗退 |

- 2024年は5月より指揮。